# Friedrich Wilhelm Arnold
Friedrich Wilhelm Arnold (Heilbronn, 10 marzo 1810 – Elberfeld, 12 febbraio 1864) è stato un editore musicale e compositore tedesco.

## Biografia
Arnold studiò teologia e filosofia a Tubinga e Friburgo conseguendo il dottorato nel 1832. 
Nel 1841 si trasferì a Elberfeld e sette anni dopo fondò una casa editrice musicale. Pubblicò oltre 700 opere, tra cui brani di Ludwig van Beethoven, Franz Liszt, Felix Mendelssohn, Wolfgang Amadeus Mozart, Robert Schumann e Franz Schubert.